# Bernhard Nermerich
Bernhard Nermerich (* 11. März 1939 in Frankfurt am Main; † 14. Juli 2010 in Kelkheim (Taunus)) war ein deutscher Leichtathlet und Olympiateilnehmer.

## Leben
Nermerich begann seine sportliche Karriere bei der TG Höchst und war seit 1960 Mitglied von Eintracht Frankfurt. 1963 gewann Nermerich in der Mannschaftswertung sowohl im 20-km-Gehen als auch im 50-km-Gehen seine ersten Deutschen Meistertitel; 1964 siegte er über 50 Kilometer erstmals auch in der Einzelwertung. 1966 belegte Nermerich auf der langen Strecke den 15. Platz bei den Europameisterschaften. Bei den Olympischen Spielen 1968 in Mexiko-Stadt lag Nermerich bei der 40-Kilometer-Marke fünf Minuten hinter dem späteren Olympiasieger Christoph Höhne aus der DDR und zweieinhalb Minuten vor dem Ungarn Antal Kiss auf dem zweiten Platz, wurde aber nach 43 Kilometern disqualifiziert.
Nachdem Nermerich an den Europameisterschaften 1969 wegen des bundesdeutschen Boykotts nicht teilnehmen konnte, erreichte er seine beste internationale Platzierung 1971 bei den Europameisterschaften in Helsinki, wo er in 4:11:44,0 h den sechsten Platz belegte; er war aber nur viertbester Deutscher in diesem Wettkampf, da mit Christoph Höhne, Peter Selzer und Winfried Skotnicki drei Geher aus der DDR vor ihm lagen. 1972 wandelten sich die Kräfteverhältnisse; im Mai ging Bernd Kannenberg in Bremen eine neue Weltbestleistung, dahinter unterbot Bernhard Nermerich erstmals die Vier-Stunden-Grenze. Während Kannenberg 1972 Olympiasieger wurde, musste Nermerich vor den Olympischen Spielen seine Karriere nach einer schweren Verletzung abbrechen.
Nach seiner sportlichen Laufbahn gründete der gelernte Druckereikaufmann ein Taxiunternehmen in Frankfurt, in den 1990er Jahren wurde er zum „freundlichsten Taxifahrer Frankfurts“ gewählt. Sein Wohnhaus in Kelkheim beleuchtete Nermerich jedes Jahr in der Weihnachtszeit mit 88.888 Glühbirnen und weiterem Weihnachtsschmuck, wobei seine Frau und er elf Wochen zum Aufbau aller Dekorationen benötigten. Zu Ostern schmückte Nermerich sein Haus mit 2222 Ostereiern. Die Spenden, die er von Besuchern des Weihnachts- und Osterhauses einsammelte, gab Nermerich für wohltätige Zwecke weiter.

## Deutsche Meistertitel
- 20-km-Gehen: 1968, 1970
- 20-km-Gehen Mannschaft: 1963, 1965, 1966, 1967, 1968, 1970, 1971
- 50-km-Gehen: 1964, 1967, 1968, 1969, 1971
- 50-km-Gehen Mannschaft: 1963, 1964, 1966, 1967, 1968, 1969, 1970

## Bestzeiten
- 20-km-Gehen: 1:29:35,2 h (7. Mai 1972 Frankfurt am Main)
- 50-km-Gehen: 3:59,33,6 h (27. Mai 1972 Bremen)